# Antigonis felderi
Antigonis felderi är en fjärilsart som beskrevs av Bates 1864. Antigonis felderi ingår i släktet Antigonis och familjen praktfjärilar. Inga underarter finns listade i Catalogue of Life.